# Steierska östbanan
|  |  |  |

|  | Restricted border on track |

|  | Stop on track |

|  | Station on track |

|  | Stop on track |

|  | Unknown BSicon "ABZg+r" |

|  | Station on track |

|  | Stop on track |

|  | Unknown BSicon "ABZg+l" |

|  | Station on track |

|  | Stop on track |

|  | Stop on track |

|  | Station on track |

|  | Stop on track |

|  | Stop on track |

|  | Station on track |

|  | Unknown BSicon "ABZgr" |

|  | Unknown BSicon "hKRZWae" |

|  | Stop on track |

|  | Station on track |

|  | Enter and exit tunnel |

|  | Stop on track |

|  | Stop on track |

|  | Stop on track |

|  | Station on track |

|  | Stop on track |

|  | Unknown BSicon "ABZg+l" |

|  | Station on track |

|  |  |  |

|  | Restricted border on track |

|  | Stop on track |

|  | Station on track |

|  | Stop on track |

|  | Unknown BSicon "ABZg+r" |

|  | Station on track |

|  | Stop on track |

|  | Unknown BSicon "ABZg+l" |

|  | Station on track |

|  | Stop on track |

|  | Stop on track |

|  | Station on track |

|  | Stop on track |

|  | Stop on track |

|  | Station on track |

|  | Unknown BSicon "ABZgr" |

|  | Unknown BSicon "hKRZWae" |

|  | Stop on track |

|  | Station on track |

|  | Enter and exit tunnel |

|  | Stop on track |

|  | Stop on track |

|  | Stop on track |

|  | Station on track |

|  | Stop on track |

|  | Unknown BSicon "ABZg+l" |

|  | Station on track |

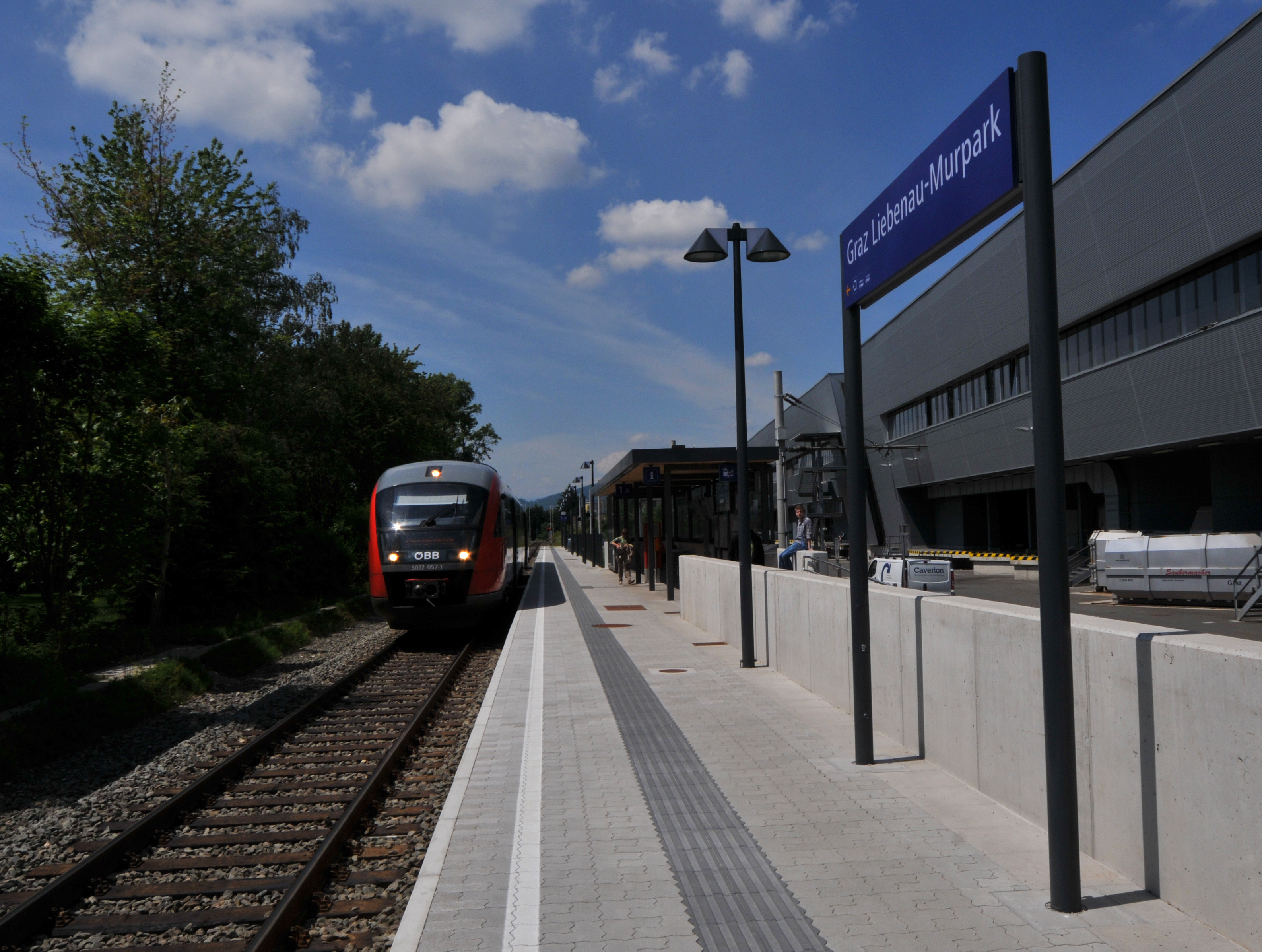
"Graz-Murpark"

Den steierska östbanan är en 80 kilometer lång enkelspårig järnväg i det österrikiska förbundslandet Steiermark. Ursprungligen del av den ungerska västbanan (Győr – Graz) går den steierska östbanan från den österrikisk-ungerska gränsen vid Mogersdorf via städerna Fehring, Feldbach och Gleisdorf till Graz. 
Till östbanan ansluter flera bibanor:
- Thermenbanan i Fehring
- Gleichenbergerbanan i Feldbach
- Weizerbanan i Gleisdorf

Banan byggdes under andra hälften av 1800-talet och invigdes 1873. I och med upplösningen av Donaumonarkin 1918 och upprättandet av järnridån efter 1945 förlorade banan i betydelse. I samband med den politiska och ekonomiska utvecklingen under 1990- och 2000-talen började en upprustning av banan och en stor utbyggnad är planerad. Till detta bidrar även planerna på att inlemma banan med dess bibanor i storregionen Graz pendeltågsnät.
Banan trafikeras av regionaltåg och en del godstrafik.